# Gråpetrell
Gråpetrell (Procellaria cinerea) är en fågel i familjen liror inom ordningen stormfåglar. Den förekommer i södra delarna av Atlanten och Indiska oceanen. Arten tros minska relativt kraftigt i antal och kategoriseras därför av IUCN som nära hotad.

## Utseende
Gråpetrellen är en stor (48 cm) askgrå och vit petrell. Den är brungrå på mantel, rygg, övre stjärttäckarna och vingovansidorna, medan vingundersidorna är mörkgrå, kontrasterande med den vita buken. Till skillnad från liknande vithuvad petrell (Pterodroma lessonii) har den mörkgrå hjässa.

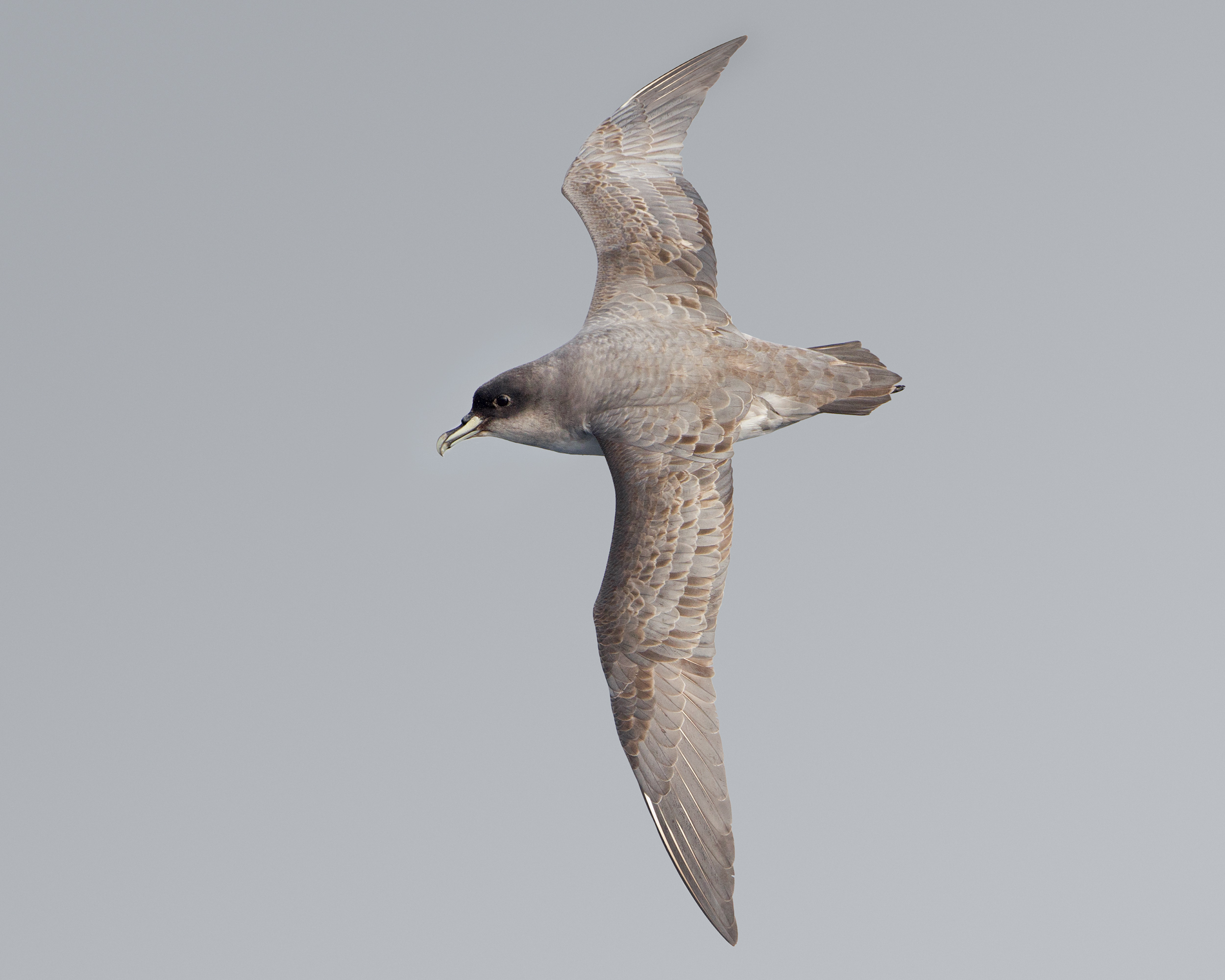
Gråpetrell fotograferad utanför sydöstra Tasmanien.

## Utbredning och status
Gråpetrellen förekommer i tempererade och subantarktiska delar av sydliga hav. Den häckar från Tristan da Cunha och Gough Island i södra Atlanten österut genom södra Indiska oceanen till Campbellön och Antipodöarna. Tillfälligt har den påträffats i Brasilien, Moçambique och Namibia.

## Levnadssätt
Gråpetrellen födosöker vanligen ensam eller i grupper om tre eller fyra, ibland i större flockar med över 50 fåglar. Den kan dyka från hela tio meters höjd och simmar under vatten med sina vingar. Födan består huvudsakligen av bläckfisk.

### Häckning
Fågeln häckar i bohålor på väldränerad, ofta brant mark dominerat av tuvgräset Poa labillardierei. Den återvänder till häckningskolonierna i februari och mars, lägger ägg i slutet av mars och början av april, och ungarna är flygga mellan slutet av september och början av december. Först vid cirka sju års ålder häckar den för första gången.

## Status och hot
Världspopulationen uppskattas mycket preliminärt till 400 000 individer. Det finns ingen information om populationsutvecklingen, men den har helt klart utsatts för olika hot. Populationen på Macquarieön är utdöd efter predation från katter och råttor, och på Gough Island verkar den påverkas av predation från införda möss. Den fastnar också ofta som bifångst i långrevsfiske i nyzeeländska vatten och populationen på Kerguelen verkar minska av den anledningen. Baserat på detta antas arten minska relativt kraftigt i antal. Internationella naturvårdsunionen IUCN kategoriserar den därför som nära hotad.